# 719
719 је била проста година.

## Догађаји
- Омајадско освајање Галије: гувернер Ел-Самх заузима или поново заузима Нарбон (Арбоуна за Арапе), пре напада на област Тулуза. Многи градски браниоци и становници убијени су након тога од стране Омајадских снага.
- Фризијско-француски рат: Карло Мартел побеђује Редбада, краља Фриза. Он лако напада Фризију (савремена Холандија) и потчињава територију. Карло такође прелази Рајну и припаја „даљу“ Фризију, на обале реке Влие.
- Војвода Гримоалд постаје једини владар Баварске, након смрти његове браће Теодберта, Теобалда и Тасила. Он поново уједињује војводство након грађанског рата и одређује главни град Салцбург.
- Мај – Хилерик II је подигнут на штиту након смрти Хлотара IV, а Карло Мартел га је признао као краља Франака. Карло Мартел, међутим, стиче монопол на власт и краљевске функције.
- Црква Нубије преноси своју верност, са Православне цркве на коптску цркву